# Apendicectomía transvaginal

## Evolución de la apendicectomía
Desde la primera apendicectomía en 1736, realizada por el inglés Claudius Amyand, la medicina ha evolucionado de gran manera. En los siglos XVIII y XIX, se pensaba que cuando se manifestaba un dolor en el cuadrante inferior derecho básicamente la única causa que se atribuía del mismo era debido a una inflamación del ciego y/o una inflamación de tejidos circundantes. No fue hasta 1886 que Reginald Fitz presentó a la Medical Society de Massachussets un documento donde se habla sobre la fisiopatología y la propuesta de tratamiento quirúrgico temprano como tratamiento de elección de la apendicitis. La primera apendicectomía fue en el año 1880, realizada por Lawson Tait, que fue publicada nueve años después, cuando Charles McBurney hizo una publicación sobre la recomendación de la laparotomía como recomendación de tratamiento para la apendicitis aguda. En este mismo documento presentado por Charles McBurney, se dio a conocer el punto de McBurney, que es definido como «máximo dolor, de 1 a 5 cm de la espina iliaca anterosuperior en una línea trazada desde del ombligo». Aproximadamente un siglo después se realiza el primer abordaje laparoscópico descrito por Kurt Semm. En el año 2009 se describe la primera apendicectomía realizada por orificios naturales descrita por Santiago Horgan y Mark A. Talamini.

## Anatomía del apéndice
Hay que considerar que el apéndice y el ciego son una unidad anatómica. Tiene una longitud promedio de 9 cm. Puede estar localizada hacia cualquier posición desde su centro de origen. Contiene una capa muscular longitudinal completa, a diferencia del colon. La localización del apéndice puede ser alterada por muchos factores como: el grado de descenso cecal y fijación del ciego al peritoneo, configuración del ciego, longitud del apéndice, adherencias abdominales y los hábitos de la persona.
Las localizaciones más comunes del apéndice son: retrocecal, pélvica, subcecal y paraileal.
La posición del apéndice tiene bastante importancia clínica, ya que dependiendo de su posición se refleja el dolor en una cuadro de apendicitis aguda.
- Irrigación: rama apendicular, de la rama ileocólica de la A. Mesentérica Superior.[1]

- Drenaje Linfático: ganglios linfáticos ileocólicos, que son compartidos con el íleon terminal y el colon derecho.[1]

## Diagnósticos diferenciales de apendicitis aguda
Enteritis bacteriana o vírica, apendiculitis epiploica, adenitis mesentérica, pielonefritis, cólico nefrítico, pancreatitis aguda, enfermedad de Chron, colecistitis, divertículo de Meckel, diverticulitis cecal, diverticulitis sigmoide, obstrucción de intestino delgado, gestación ectópica, rotura de un quiste ovárico, torsión ovárica, salpingitis aguda.

## Fisiopatología de la apendicitis aguda
No existe una única explicación de la fisiopatología de la apendicitis aguda.
La hipótesis que se maneja habla de una obstrucción de la luz apendicular por un fecalito o una hiperplasia linfática que va a producir un aumento de la presión intraluminal del órgano. Este fenómeno lleva al apéndice a sufrir isquemia por la hipertensión venosa. Posterior a esto, van a migrar bacterias al apéndice necrosado y posteriormente se perfora si no se resuelve el problema quirúrgicamente. Esta hipótesis no abarca la totalidad de apendicitis que se presentan.

## Técnica quirúrgica de la apendicectomía transvaginal
Antes de realizar cualquier tipo de cirugía e incluso una apendicectomía transvaginal, el paciente debe de tener los cuidados preoperatorios adecuados. Ya una vez preparado el paciente, se coloca en una posición de Trendelenmburg. Luego se introduce un espéculo vaginal para obtener un mejor punto de vista de la anatomía vaginal y del cérvix. Usualmente el acceso a peritoneo se realiza con un electrocauterio. Una vez que se confirma la entrada al peritoneo, se realizan dos incisiones de 5 milímetros y una de 12 milímetros. Se realiza un neumoperitoneo de 15 mmHg. 
Se debe de inspeccionar la zona del cuadrante inferior izquierdo e identificar el apéndice. El laparoscopio flexible puede ser utilizado para identificar y visualizar el mesoapéndice y la base de la misma. Una vez identificada se sujeta y se realiza un movimiento cefálico y medial. 
Se introduce la pinza de Maryland por uno de los puertos formados anteriormente y se empieza a realizar un corte en la base del mesoapéndice. Esta misma porción (mesoapéndice) es ligada o engrapada. Se debe confirmar una correcta hemostasia y ausencia de hemorragia. Se introduce una bolsa de retirada y se sustrae el apéndice del cuerpo. Finalmente se realiza una sutura con hilo reabsorbible en la zona de lesión.  

### Ventajas de la apendicectomía transvaginal
- Disminución de la incisión quirúrgica
- Disminución del dolor posoperatorio
- Disminución en el consumo de analgésicos
- Disminución en el tiempo de recuperación
- Disminución en la formación de hernias abdominales
- Disminución de la formación de adherencias
- Disminución de infecciones locales en la herida
- Mejores resultados estéticos
- Método más seguro
- Método factible[4]

### Desventajas de la apendicectomía transvaginal
- Acceso de trabajo limitado
- Puntos de vista quirúrgicos menos familiares para el operador del equipo
- Poca información sobre la técnica en pacientes obesos
- Rechazo social por el método de acceso, en especial países tercermundistas (vaginal)
- Posible formación de Adherencias[4][5]